# Mary Anne Rawson
Mary Anne Rawson (1801-1887) fue una abolicionista de la esclavitud. Fue una defensora de la Sociedad del Tratado, la Sociedad Bíblica Británica y Extranjera, el nacionalismo italiano, en contra del trabajo infantil, pero sobre todo antiesclavitud. Primero estuvo involucrada con un grupo de Sheffield que hizo campaña con éxito para que la gente boicoteara el azúcar procedente de las Indias Occidentales, ya que se producía mediante el trabajo de esclavos.   Asistió a la Convención Mundial contra la Esclavitud en Londres en 1840.

## Biografía
Mary Anne Read fue hija de José e Isabel Read, padres ricos que la animaron a involucrarse en buenas causas. Su interés permanente desde mediados de la década de 1820 hasta la década de 1850 fue liderar la campaña contra la esclavitud en el área de Sheffield. Rawson fue miembro fundador en 1825 de la Sociedad Antiesclavista Femenina de Sheffield, que hizo campaña por los derechos de los esclavos en el Imperio británico. La sociedad de Sheffield fue la primera sociedad antiesclavista que hizo campaña no para un fin gradual y controlado, sino para un fin inmediato de la esclavitud. Mediante conferencias y folletos, la sociedad boicoteó con éxito la disminución de las ventas de los productos antillanos producidos por los esclavos, como el café y el azúcar. Tras la aprobación de la legislación de abolición, la sociedad terminó formalmente en 1833.

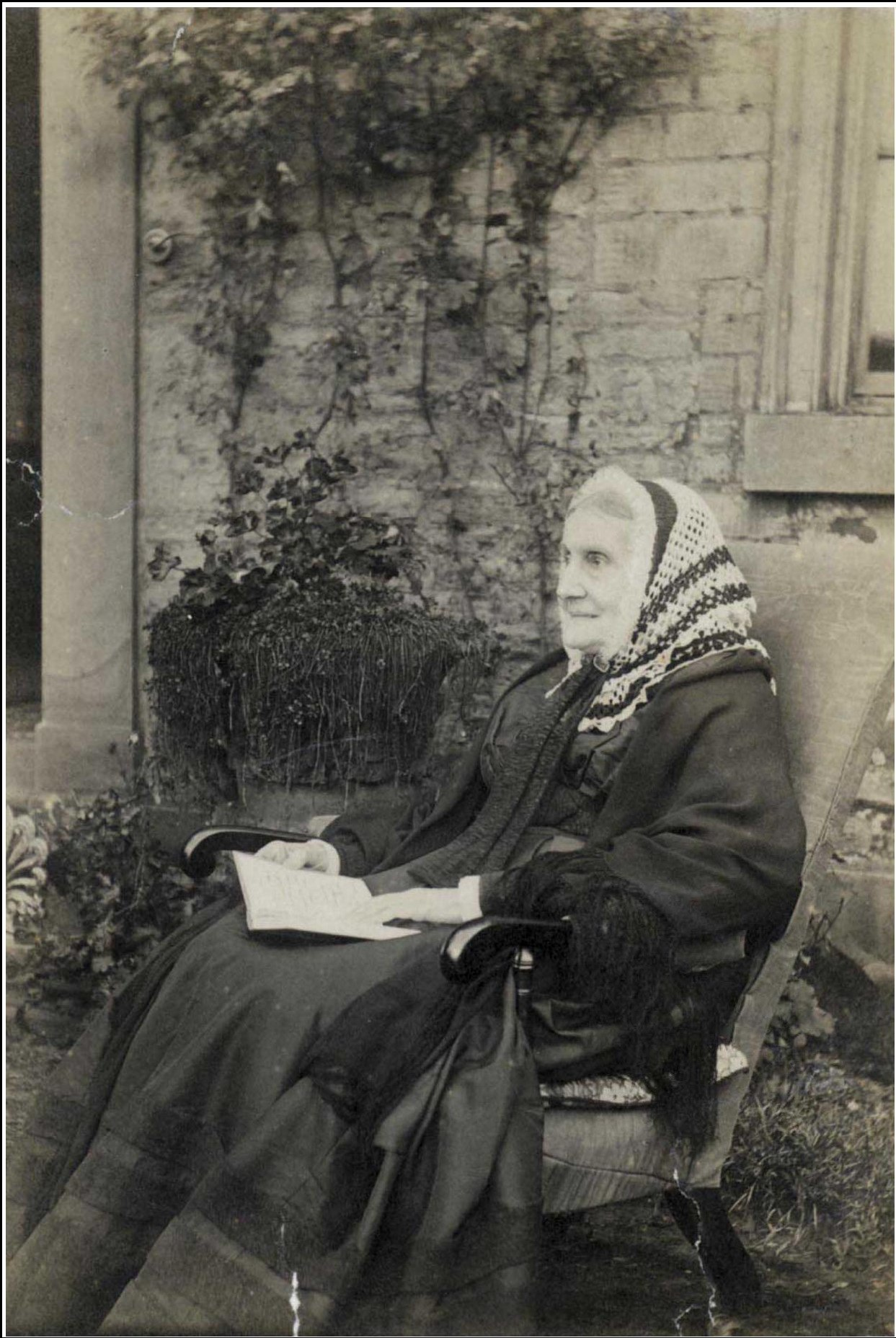
Mary Anne Rawson.

En 1837 Rawson se convirtió en secretaria de la Asociación de Damas de Sheffield para la Abolición Universal de la Esclavitud, que continuó con el caso de los trabajadores esclavizados en todo el mundo. Las organizaciones antiesclavistas dirigidas por mujeres fueron iniciadas por Lucy Townsend y a veces fueron despedidas por su interés marginal, pero investigaciones recientes han revelado que estos grupos tuvieron un impacto nacional.
Rawson mantuvo correspondencia con figuras como Jorge Thompson en Gran Bretaña, así como con Frederick Douglass y William Lloyd Garrison en los Estados Unidos. Entre sus visitantes se encontraban Lord Shaftesbury y William Wilberforce. Con su madre Elizabeth Read como tesorera, Rawson se destacó en la Sociedad Antiesclavista Femenina de Sheffield. Su padre Joseph Read era dueño de un negocio de fundición de metales preciosos.
Su padre había construido un negocio hasta que pudo comprar una gran casa llamada Wincobank Hall. Sin embargo, su negocio decayó y se vio obligado a mudarse de esta residencia. El padre de Rawson murió a la edad de 72 años.
La pronta viudez de Rawson después de la muerte de su marido banquero de Nottingham, le permitió regresar y pagar las deudas de su padre. Ella y su madre volvieron a la residencia en Wincobank Hall. Ambas llevaban vidas políticamente activas.

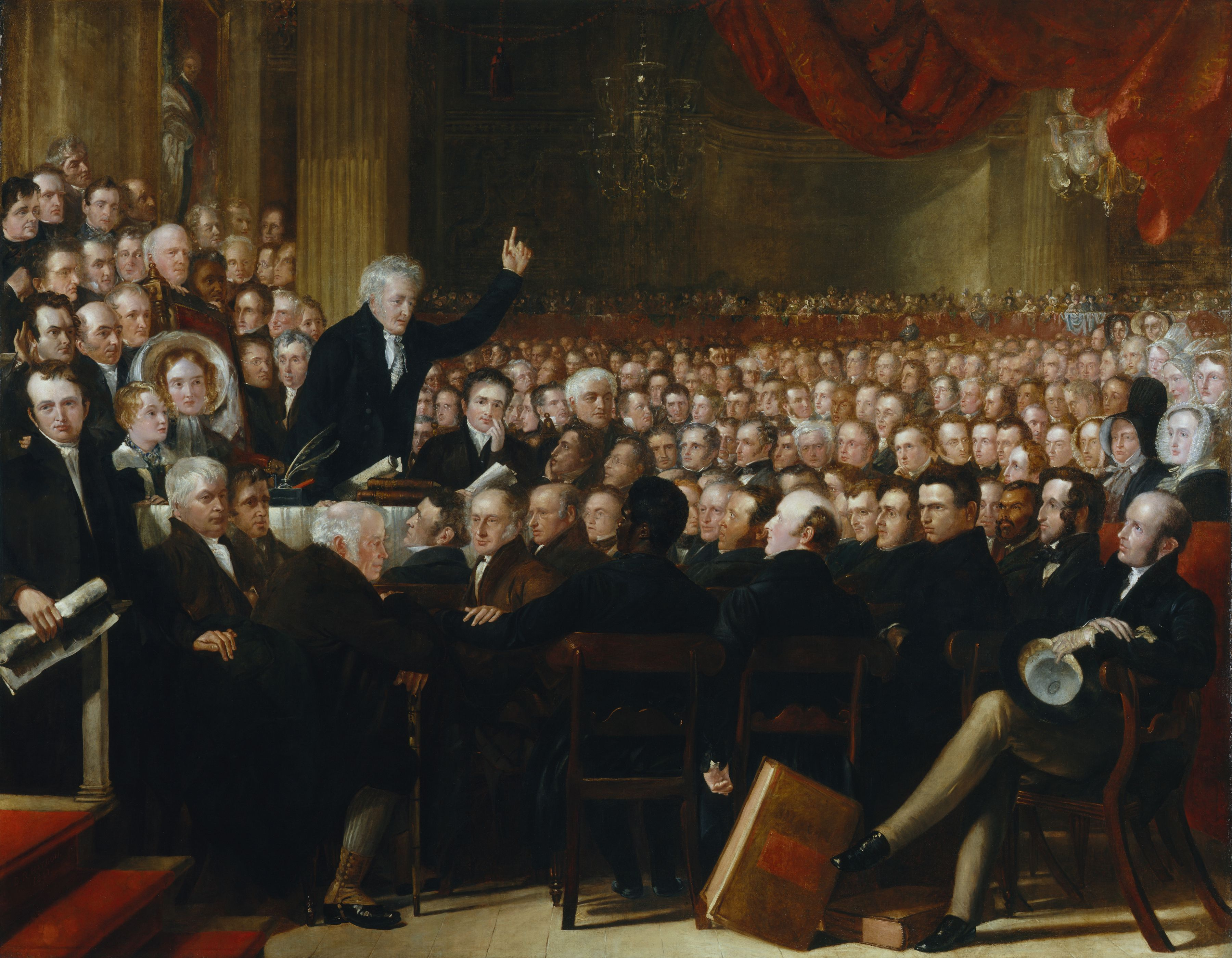
Pintura conmemorativa de la primera conferencia internacional antiesclavista del mundo (1840).

El cuadro muestra a Rawson en una pintura conmemorativa de la primera conferencia internacional antiesclavista del mundo, que atrajo a delegados de América, Francia, Haití, Australia, Irlanda, Jamaica y Barbados en 1840. Con la excepción de Mary Clarkson, todas las mujeres del cuadro se representan a la extrema derecha y ninguna de ellas está en el primer plano del cuadro. No se permitió la entrada de mujeres en el cuerpo principal de la convención. Esto causó algunas dificultades con la delegación americana. Las mujeres incluidas en el cuadro incluían a Elizabeth Pease Nichol, Amelia Opie, Anna Isabella Noel Byron, Anne Knight, y justo al fondo Lucretia Mott. Después de la convención fue la anfitriona de Charles Lenox Remond, así como de Nathaniel Peabody Rogers.
En 1841, Rawson y su hermana, Emily Read, organizaron la creación de una escuela diurna en la capilla de los terrenos de su casa Wincobank Hall. La escuela estaba abierta a los niños de la zona. En 1860, las hermanas crearon un fideicomiso para proveer la dotación financiera y la administración. La escuela continuó hasta 1905.
Wincobank Hall en 1899 fue abierto como un «hogar de rescate» por el Ejército de Salvación, que funcionó en el lugar hasta 1915. En 1921, se decía que Wincobank Hall estaba en «un estado de desolación». El salón fue posteriormente demolido para dar paso a la Flower Estate, una urbanización llamada así porque todas las calles llevan el nombre de flores y plantas. Ha sido restaurada para uso de la comunidad.